# Rieres de Xuclà i Riudelleques
Rieres de Xuclà i Riudelleques este o arie protejată (arie specială de conservare — SAC, sit de importanță comunitară — SCI) din Spania întinsă pe o suprafață de 51,29 ha, integral pe uscat.

## Localizare
Centrul sitului Rieres de Xuclà i Riudelleques este situat la coordonatele 42°01′26″N 2°48′08″E / 42.0238°N 2.8021°E.

## Înființare
Situl Rieres de Xuclà i Riudelleques a fost declarat sit de importanță comunitară în septembrie 2006 pentru a proteja 24 de specii de animale. Situl a fost protejat și ca arie specială de conservare în noiembrie 2014.

## Biodiversitate
Situată în ecoregiunea mediteraneană, aria protejată conține 5 habitate naturale: Păduri de Castanea sativa, Păduri de Quercus suber, Galerii de Salix alba și de Populus alba, Păduri de Quercus ilex și Quercus rotundifolia, Păduri aluvionare cu Alnus glutinosa și Fraxinus excelsior (Alno-Padion, Alnion incanae, Salicion albae).
La baza desemnării sitului se află mai multe specii protejate:
- păsări (12): rață mare (Anas platyrhynchos), caprimulg (Caprimulgus europaeus), Certhia brachydactyla, porumbel gulerat (Columba palumbus), cinteză (Fringilla coelebs), ciocârlan (Galerida cristata), pescăruș râzător (Larus ridibundus), ciocârlie de pădure (Lullula arborea), turturică (Streptopelia turtur), silvie roșcată (Sylvia cantillans), pănțărușul (Troglodytes troglodytes), pupăză (Upupa epops)
- mamifere (7): vidră de râu (Lutra lutra), liliac cu aripi lungi (Miniopterus schreibersii), liliac cu picioare lungi (Myotis capaccinii), liliac cărămiziu (Myotis emarginatus), liliacul mediteranean cu potcoavă (Rhinolophus euryale), liliacul mare cu potcoavă (Rhinolophus ferrumequinum), liliacul mic cu potcoavă (Rhinolophus hipposideros)
- nevertebrate (3): fluturele auriu (Euphydryas aurinia), rădașcă (Lucanus cervus), Oxygastra curtisii
- pești (1): Barbus meridionalis
- reptile (1): Mauremys leprosa

Pe lângă speciile protejate, pe teritoriul sitului au mai fost identificate 6 specii de amfibieni, 7 specii de mamifere, 1 specie de nevertebrate, 2 specii de reptile.